# Das geht ab!
Das geht ab! (Wir feiern die ganze Nacht) ist ein Lied des deutschen Hip-Hop-Duos Die Atzen, bestehend aus Frauenarzt und Manny Marc, das der Partymusik zugeordnet wird. Das Instrumental des Titels wurde von Evil Hectorr produziert. Das geht ab! erschien ursprünglich auf dem Sampler Atzen Musik Vol. 1 von Frauenarzt und Manny Marc und wurde erst nach steigender Popularität im Juni 2009 als Single über das Label Kontor Records veröffentlicht. Die Single stieg bis auf Platz acht der deutschen Charts. Mitte 2012 erhielt die Single eine Platin-Auszeichnung für mehr als 300.000 verkaufte Exemplare. Auch in Österreich und der Schweiz entwickelte sich das Lied zum Erfolg.

## Geschichte
Das geht ab! war vor der ersten Veröffentlichung in verschiedenen Versionen aufgenommen worden, darunter eine Rockversion und eine Variante mit dem Untergrund-Rapper Satanic Steve. Der Beat und die Melodie zu dem Lied wurden vom Produzenten Evil Hectorr beigesteuert. Dieser hatte das Instrumental bereits zwei Jahre vor dessen erster Verwendung durch Frauenarzt produziert und ohne Erfolg verschiedenen Hip-Hop-Musikern angeboten. Erstmals erschien Das geht ab! schließlich 2007 als Kollaboration der Rapper Chuky und Frauenarzt. Diese Version wurde kostenlos zum Herunterladen bereitgestellt und war ursprünglich für Chukys Album Der Partyschreck vorgesehen, das aber nicht herauskam.
Frauenarzt nahm mit Manny Marc, seinem Partner beim Label Ghetto Musik, das Stück ein weiteres Mal mit abgeändertem Text auf. Die Idee dazu sei Frauenarzt „spontan“ gekommen, deren Umsetzung habe nur etwa zehn Minuten in Anspruch genommen. Ende September 2008 wurde ein Video zu Das geht ab! gedreht, welches in den folgenden sechs Monaten 1,4 Millionen Mal auf dem Videoportal YouTube abgerufen wurde. Darüber hinaus erschien am 30. September 2008 ein Remix des Rappers Blokkmonsta, den dieser zum kostenlosen Herunterladen anbot.
Das geht ab! erschien offiziell auf dem Sampler Atzen Musik Vol. 1 von Frauenarzt und Manny Marc, der am 10. Oktober 2008 veröffentlicht wurde und neben Beiträgen der beiden Rapper auch einige Titel von befreundeten Musikern wie Alexander Marcus, Techno Crew, Sady K, Spade und Major enthält. Der Sampler erschien über die Plattenfirma Kontor Records, bei der Frauenarzt und Manny Marc seit August des Jahres unter Vertrag standen. Aus Atzen Musik Vol. 1 wurde zuerst das Lied Florida Lady, eine Zusammenarbeit von Frauenarzt und Manny Marc mit dem Electro-Musiker Alexander Marcus, als Video umgesetzt. Florida Lady wurde auf dem Musiksender MTV gespielt und erreichte Platz 89 der Singlecharts, was die erste Positionierung in der deutschen Hitparade für Frauenarzt und Manny Marc bedeutete. In einem Interview äußerte Frauenarzt, dass Florida Lady und Das geht ab! seine Favoriten auf dem Sampler seien, da diese „etwas besonders zu [ihrer] musikalischen Entwicklung beitr[ü]gen“.
Im Folgenden übernahmen die Anhänger des Fußball-Vereins Hertha BSC das Lied in ihr Stadion-Repertoire, wodurch sich die Popularität des Titels weiter steigerte, so dass sich Kontor Records zur Veröffentlichung auf Single am 5. Juni 2009 entschied. Ab Juli 2009 erhielten Frauenarzt und Manny Marc einen festen wöchentlichen Auftritt im Riu Palace, einer Diskothek in Palma de Mallorca, wo sie Das geht ab! als Sommerhit präsentieren konnten, ebenso am 21. August 2009 bei der Musikshow The Dome. Im Rahmen der Silvesterparty vor dem Brandenburger Tor am 31. Dezember 2009 traten die beiden Musiker ebenfalls mit ihrem Hit auf.
Auf dem Sampler Atzen Musik Vol. 2, der am 26. Februar 2010 veröffentlicht wurde, ist eine weitere Version des Lieds mit dem Titel That’s what’s up zu finden. Diese entstand als Zusammenarbeit mit dem US-Amerikaner Fatman Scoop. Frauenarzt und Manny Marc rappen dabei über die Original-Melodie des Stücks einen englischsprachigen Text. Zur Fußball-Weltmeisterschaft 2010 veröffentlichten die beiden Rapper eine weitere Version des Lieds mit einem alternativen Text. Die WM-Edition erschien als Single am 18. Juni 2010. Als weiteres Lied ist Sonnenstudio Marion, eine Zusammenarbeit mit dem Schlager-Sänger Jürgen Drews, zu dem zuvor auch ein Video entstanden war, auf der Single vertreten. Frauenarzt und Manny Marc präsentierten die WM-Version von Das geht ab! bei The Dome 54 in der Hanns-Martin-Schleyer-Halle.

## Stil und Inhalt
Frauenarzt und Manny Marc bezeichnen ihre Musik als „Techno-Rap“ oder „Atzenmusik“. Der Begriff „Atze“ wird vor allem im Berliner Raum als Synonym für „Freund“ genutzt. Die Inspiration für Das geht ab! und die weiteren Lieder des Samplers erhielten die Urheber laut der Aussage Frauenarzts unter anderem durch die Produktionen der deutschen Band Kraftwerk.
Das geht ab! baut auf ein Instrumental auf, das Charakteristika der Stilrichtung House aufweist. Der Rhythmus des Titels ist ein 4/4-Takt, das Tempo liegt bei etwa 130 Beats per minute. Über die elektronische Musik rappen Frauenarzt und Manny Marc jeweils eine Strophe, der Refrain wird in Funktion einer Hookline gesungen. Nach Manny Marcs Strophe setzt eine knapp halbminütige instrumentale Bridge ein, bevor das Lied mit einer weiteren Wiederholung der Hookline abschließt.
Der Text handelt von der Lust an Partys mit Musik und freizügigen Frauen. Frauenarzt und Manny Marc nutzen für die Strophen einfache Endreime. Der Refrain des Titels setzt sich aus einer Zeile zusammen, die jeweils vier Mal gesungen wird: „Hey, das geht ab! Wir feiern die ganze Nacht! Die ganze Nacht.“ Die beiden Musiker treten bei Live-Auftritten und im Video des Stücks mit einer Vielzahl an Freunden auf und tragen dabei betont bunte Kleidung und Sonnenbrillen.

## Musikvideo
Im Video wird eine Party dargestellt, die von Frauenarzt, Manny Marc und weiteren Personen ihres Bekanntenkreises wie etwa dem Rapper Smoky besucht wird. Als weitere Gäste treten die Schauspieler Michael Pink und Ahmet Olgun Han auf. Diese spielen die Hauptrollen in der Webserie Moabit Vice, einer Persiflage auf die Fernsehserie Miami Vice, als Undercover-Polizisten Sunny und Rico. Zu Beginn des Videos zu Das geht ab! erhalten die beiden Beamten ein Fahndungsfoto von Frauenarzt, woraufhin sie sich zu der Party begeben und dort zwischen den feiernden Gästen Untersuchungen anstellen.

## Titelliste
Bei der Veröffentlichung der Single wurden zwei verschiedene Versionen gepresst. Eine 2-Track-CD und eine Ausführung mit sechs verschiedenen Varianten des Titels sowie das dazugehörige Video. Im Juni 2010 erschien zudem eine WM-Edition der Single.
2-Track-Single-CD
1. Das geht ab! (Wir feiern die ganze Nacht) (Atzen Musik Mix) – 3:30
2. Das geht ab! (Wir feiern die ganze Nacht) (Meisterschaftsversion) – 3:39

6-Track-Maxi-CD
1. Das geht ab! (Wir feiern die ganze Nacht) (Atzen Musik Mix) – 3:30
2. Das geht ab! (Wir feiern die ganze Nacht) (Real Booty Babes Edit) – 3:30
3. Das geht ab! (Wir feiern die ganze Nacht) (Eric Chase Grand Piano Edit) – 3:30
4. Das geht ab! (Wir feiern die ganze Nacht) (Eric Chase Says sie nannten ihn Mücke) – 3:33
5. Das geht ab! (Wir feiern die ganze Nacht) (Motopark Remix) – 5:53
6. Das geht ab! (Wir feiern die ganze Nacht) (Meisterschaftsversion) – 3:39
7. Das geht ab! (Wir feiern die ganze Nacht) (Video) – 4:49 Minuten

WM-Edition
1. Das geht ab! (Wir feiern die ganze Nacht) (WM-Edition) – 3:46
2. Sonnenstudio Marion (DummeJungs Remix) (feat. Jürgen Drews) – 3:27

## Rezeption

### Preise
2010 wurden Frauenarzt und Manny Marc für den Musikpreis Comet nominiert. Sie erhielten dabei Nominierungen in den Kategorien Bester Durchstarter sowie für das Lied Das geht ab! in Bester Partysong. Das geht ab! wurde im Rahmen der Verleihung ausgezeichnet. Außerdem eröffneten die beiden Musiker die Verleihung am 21. Mai mit einem Live-Auftritt aus einem Medley der Singles Das geht ab!, Disco Pogo und Atzin.
Comet
- 2012: in der Kategorie „Bester Partysong“

### Verwendung
Aufgrund der Popularität des Titels wurde der Text zu Das geht ab! in verschiedenen abgeänderten Versionen verwendet. So entwickelte sich das Lied unter den Fans des Fußball-Bundesligisten Hertha BSC zunächst bei den UEFA-Pokal-Spielen des Vereins und später während der erfolgreichen Saison 2008/09 zum Stadiongesang. Die Fans sangen dabei den Text „Hey, das geht ab! Wir holen die Meisterschaft!“ zur Melodie des Lieds von Frauenarzt und Manny Marc. Für die Single-Veröffentlichung des Titels nahmen die beiden Rapper eine „Meisterschaftsversion“ von Das geht ab! auf. Im Rahmen eines Fußballspiels von Hertha BSC gegen Bayer 04 Leverkusen präsentierten Frauenarzt und Manny Marc den Titel vor 50.000 Zuschauern. Frauenarzt äußerte sich in Interviews erfreut darüber, dass der Titel den Fans von Hertha BSC nicht als Stadionhymne aufgedrängt worden war, sondern dass diese Das geht ab! für sich selbst entdeckt haben. Aus diesem Grund spielten Frauenarzt und Manny Marc das Lied auch zwischen den Anhängern des Vereins in der Ostkurve des Olympiastadions: „Wir wollten uns nicht über die stellen, […] wir sind ganz normale Atzen, wie die anderen auch. Also haben wir uns da ohne Security […] reingestellt und das kam […] super an.“
Nachdem sich die Leistungen der Mannschaft von Hertha BSC in der nachfolgenden Bundesligasaison deutlich verschlechterten, wurde die Melodie von gegnerischen Mannschaften aufgegriffen und mit dem Text „Hey, was geht ab? Die Hertha steigt wirklich ab!“ (bzw. „endlich ab“) gesungen. Auch im Abstiegskampf der Saison 2022/23 stimmten gegnerische Fans den Song wieder an.
Im Wahlkampf zur Bundestagswahl 2009 wurde anonym eine weitere Version aufgenommen und im Internet hochgeladen. Über die Melodie des ursprünglichen Titels werden dabei Politiker der CDU denunziert und der SPD-Kanzlerkandidat Frank-Walter Steinmeier gelobt und mit dem Refrain „Hey, was geht ab? Wir holen die Kanzlerschaft!“ bedacht. Bei öffentlichen Auftritten von SPD-Politikern wurde der Titel häufiger durch Anhänger der Partei gesungen, etwa am Vortag der Bundestagswahl in der Show TV total Bundestagswahl 2009 von Stefan Raab. Jens Thele, Leiter der Plattenfirma Kontor Records, warf der SPD Gleichgültigkeit im Bezug auf das Recht des geistigen Eigentums vor und kritisierte die Politisierung des „völlig unpolitische[n]“ Titels.
Häufige Verwendung fand Das geht ab! zudem beim Oktoberfest 2009, wo es unter anderem bei den Feiern von den Besuchern gesungen wurde. Zudem erschien auf dem Oktoberfest Megaparty 2009-Sampler ein „Oktoberfest 2009 Ultra-Party-Mix“, das von 1. FC Oktoberfest aufgenommen worden war. Auch im Zuge des Karnevals 2010 wurde der Titel häufig gespielt. Die Gruppe Scheunenrocker nahm Das geht ab! ebenfalls neu auf.
In der siebten Staffel der Casting-Sendung „Deutschland sucht den Superstar“ sang der Teilnehmer Thomas Karaoglan das Lied in der Mottoshow „Ballermann vs. Balladen“.
Als Abschiebesong wurde das Lied mit dem veränderten Text Hey, jetzt geht’s ab, wir schieben sie alle ab durch Mitglieder der Partei Alternative für Deutschland (AfD) sowie deren Jugendorganisation Junge Alternative im Umfeld der ostdeutschen Landtagswahlen 2024 auf Veranstaltungen und Parteikanälen im Internet genutzt. Auf Bestreben der Musiker gab die Partei eine strafbewehrte Unterlassungserklärung ab, das Lied nicht mehr zu nutzen.

### Rezensionen
Das Hip-Hop-Magazin Juice befasste sich mit dem Erfolg Frauenarzts im Rahmen eines Jahresrückblicks für die Januar/Februar-Ausgabe 2009 der Zeitschrift. Das geht ab! ähnele älteren Stücken von Frauenarzt wie etwa Tanga Tanga, es unterscheide sich nur darin, dass der Rapper auf „Kraftausdrücke“ verzichte und eine eingängige Melodie und Hookline verwende. Die Musik des Hip-Hop-Musikers sei immer vom elektronischen Stil geprägt und dadurch auch massenkompatibel gewesen. Der Erfolg Frauenarzts, welcher „früher für eine konsequente Verweigerungshaltung gegenüber Industrie und Szene stand“, verwundere lediglich, wenn man die „Dialektik“ dahinter nicht sehe: „Als alle deutschen Rapper noch lustig und freundlich waren, war Frauenarzt böse und asozial. Jetzt sind fast alle böse und asozial, während der Atzenmusiker ausgelassen am Ballermann oder beim Après-Ski feiert.“
Im Blog der taz wurde Das geht ab! in einem Beitrag von Christian Ihle auf Platz fünf der Liste der „zehn besten Popsongs 2009“ positioniert. Nach Ihle sei der Titel der Beweis, dass die „Audiolithisierung“ den Mainstream erreicht habe. Der Stil von Das geht ab! habe nur noch wenig mit Hip-Hop zu tun, es gehe bei dem Titel um die „Feier des Hedonismus“. Die zahlreichen textlichen Abänderungen des Lieds, etwa als Stadion-Gesang des Vereins Hertha BSC oder im Wahlkampf der SPD, zeige wie sehr sich die Single von Frauenarzt und Manny Marc ins „kollektive Unterbewusstsein“ eingebrannt habe.
Der Spiegel veröffentlichte unter dem Titel „Die Könige von Mallorca“ einen Artikel zu dem Phänomen. Der Erfolg der Berliner wird darin als „das Pop-Phänomen dieses Krisensommers“ bezeichnet. Der Stil mische „den Berliner Hip-Hop-Untergrund mit der Sauf- und Proletenkultur von El Arenal, was für beide Seiten fruchtbar zu sein scheint“, da sich der Gangster-Rap totgelaufen habe und die Party-Musik auf Mallorca seit Jahren aus denselben Musiktiteln bestehe. Insbesondere, dass Frauenarzt, der über mehrere Jahre nur im Berliner Untergrund aktiv war, diesen Erfolg hat, wird von dem Spiegel-Redakteur als Überraschung angesehen.
In einem Bericht des Tagesspiegels beschäftigte sich Lucas Vogelsang mit „Atzen Musik“ und dem Erfolg von Das geht ab!. Der Titel habe aus Sicht des Redakteurs „die Musikszene auf den Kopf“ gestellt, was daran liege, dass das Projekt keinen Sinn ergebe: „Ein ehemaliger Berliner Hinterhofrapper mit Ludenattitüde grölte mit seinem besten Freund plötzlich Partyparolen über pumpende Ataribeats.“ Trotz dieses Gesichtspunktes habe sich der Titel zum Erfolg entwickelt.

## Kommerzieller Erfolg

### Chartplatzierungen
Die Single stieg Ende Juni 2009 auf Platz 43 der deutschen Singlecharts ein. Nach acht Wochen erreichte der Titel mit Position neun die Top 10 der deutschen Hitparade und hielt sich dort für sieben Wochen. Mitte Oktober war die Single ein weiteres Mal unter den zehn meistverkauften Singles der Woche. Insgesamt hat die Veröffentlichung 70 Wochen in den Singlecharts verbracht, womit sie zu den am längsten platzierten Singles zählt. Das geht ab! erreichte 2009 Platz 23 deutschen Single-Jahrescharts.
In der Schweiz erreichte die Single im August 2009 zunächst Platz 85 der Charts, stieg in den folgenden Wochen in der Hitparade und konnte am 15. November 2009 mit Rang 30 die vorerst erfolgreichste Platzierung unter den meistverkauften Singles der Woche erreichen. Bis Anfang Januar verblieb die Veröffentlichung unter den Top 50, bevor sie mit Position 13 ihre höchste Chartplatzierung in der Schweiz erzielen konnte. Insgesamt platzierte sich die Single 50 Wochen in den Charts.
Die höchste Chartplatzierung erzielte die Single in Österreich. Dort hielt sie sich 50 Wochen in der Hitparade. Bereits Anfang September, der achten Woche in den Charts, erlangte Das geht ab! eine Platzierung unter den Top 10. Insgesamt war die Single neun Wochen unter den zehn höchsten Positionen. Die beste Platzierung war zwei Wochen im September auf Rang fünf der österreichischen Charts.
| ChartsChartplatzierungen | Höchstplatzierung | Wochen |
| ------------------------ | ----------------- | ------ |
| Deutschland (GfK)        | 8 (70 Wo.)        | 70     |
| Österreich (Ö3)          | 5 (50 Wo.)        | 50     |
| Schweiz (IFPI)           | 13 (50 Wo.)       | 50     |

| ChartsJahrescharts (2009) | Platzierung |
| ------------------------- | ----------- |
| Deutschland (GfK)         | 23          |
| Österreich (Ö3)           | 24          |

| ChartsJahrescharts (2010) | Platzierung |
| ------------------------- | ----------- |
| Deutschland (GfK)         | 58          |
| Österreich (Ö3)           | 73          |
| Schweiz (IFPI)            | 63          |

| ChartsJahrescharts (2000–2009) | Platzierung |
| ------------------------------ | ----------- |
| Österreich (Ö3)                | 12          |

### Auszeichnungen für Musikverkäufe
Bis November 2009 wurden 150.000 Einheiten von Das geht ab! in Deutschland verkauft, was dem Titel eine Goldene Schallplatte einbrachte. Die Musiker feierten die Verleihung der Goldenen Schallplatten für die Singles Das geht ab! und Disco Pogo am 26. April 2010 in der Berliner Bar Rocky Ragazzo. Anfang Juni 2012 wurde die Zahl von 300.000 verkaufter Singles überschritten. Dadurch erhielten die Musiker eine Platin-Auszeichnung für Das geht ab!.
| Land/Region        | Auszeichnungen für Musikverkäufe (Land/Region, Auszeichnung, Verkäufe) | Verkäufe |
| ------------------ | ---------------------------------------------------------------------- | -------- |
| Deutschland (BVMI) | Platin                                                                 | 300.000  |
| Insgesamt          | 1× Platin ·                                                            | 300.000  |